# Umra
Umra (àrab: عمرة, ʿumra, ‘visitar una població’) designa un pelegrinatge fet a la Meca pels musulmans però que a diferència del hajj (un dels pilars de l'islam), que s'ha de fer a unes dates determinades, es pot realitzar en qualsevol època de l'any. Així, de vegades se l'anomena «pelegrinatge menor», en contraposició al hajj, anomenat el «pelegrinatge major». L'umra no és obligatòria però molt recomanable.
Tot i així, els creients que realitzen l'umra efectuen diversos rituals propis del hajj, com les circumval·lacions al voltant de la Kaba (tawaf), les anades i vingudes entre As-Safa i Al-Marwa (say) o el halq o taqsir, és a dir, tallar-se el cabell completa o parcialment, tot això duent igualment l'ihram (túnica especial).